# رمزي مقدسي
رمزي مقدسي (1980-) هو صانع أفلام وممثل فلسطيني من مواليد البلدة القديمة في القدس. حيث درس الفنون المسرحية وبدأ حياته كممثل في المسرح الوطني الفلسطيني في الفترة بين 2000 وحتى 2005، وبعدها حصل على منحة من مؤسسة عبد المحسن القطان ليكمل دراسته في الفنون المسرحية والاستعراضية في جامعة برشلونة، ولاحقًا درس الإخراج السينمائي في مرك. الدراسات كتالونيا لصناعة الأفلام (CECC). ومثل في العديد من الأفلام الفلسطينية والأجنبية، حيث كان أبرزها فيلم صيد الأشباح الذي حصل على جائزة بيرلينالي كأفضل فيلم وثائقي عام 2017. كما وشارك في أفلام آخرى كفيلم عمر 2013، وحجر سليمان 2015 والذي كان من إخراجه أيضاً حيث حصل على جائزة الجمهور كأفضل فيلم قصير من مهرجان مزنة للفيلم العربي. ويركز في أفلامه على تصوير الحياة اليومية للفلسطيني بتفاصيلها البسيطة، وعلى المعاناة التي يعانيها الفلسطينيين من الاحتلال الإسرائيلي بأسلوب فكاهي ودرامي.

## أعماله
كتب، وأخرج، وشارك في التمثيل بالعديد من الأفلام الوثائقية والدرامية، ومنها: ميراج، وسنة معدة للفقد، وتحت السما، والشاطئ الأحمر، وأحلام عارية، وبدون أوكسجين، والهجوم، وحبيبي مين هيدا، وجيرافادا، وحب سرقة ومشاكل أخرى، وكتابة على الثلج، ولعبة الإنسان.